# María José Catalá
María José Catalá Verdet (Valencia, 3 de marzo de 1981) es una abogada y política española, actual alcaldesa de Valencia desde 2023. Además es diputada en las Cortes Valencianas.

## Estudios y carrera
Es licenciada en Derecho, doctora en Derecho Público por la Universidad CEU-Cardenal Herrera, abogada colegiada en el Ilustre Colegio de Abogados de Valencia y Máster MBA en Dirección y Gestión de Empresas. 
Desde marzo de 2017 es doctora en Derecho Público por la Universidad CEU-Cardenal Herrera, obteniendo una calificación de sobresaliente cum laude tras defender su tesis doctoral "El tema de nuestro tiempo: política y ciudadanía", en la que propone una serie de medidas para aplacar el "divorcio" entre los votantes y sus representantes públicos, realizando un alegato a la transparencia y a la participación ciudadana en la vida pública. 
Actualmente, es profesora de Ciencias Políticas en la Universidad CEU Cardenal Herrera y profesora de Derecho Constitucional en la Universidad Internacional de Valencia.

## Trayectoria política
Como cabeza de lista del Partido Popular, en 2007 y con tan solo 26 años rompió el llamado «cinturón rojo» del área metropolitana de Valencia y accedió a la alcaldía de Torrente (segunda ciudad con más habitantes de la provincia de Valencia) con mayoría absoluta, que revalidaría en los comicios del 2011. 
Ha sido diputada nacional del Partido Popular en el Congreso de los Diputados (2008) y vicepresidenta de la Comisión de Igualdad en la Federación Española de Municipios y Provincias (2007-2011). 
En 2012, el entonces presidente del gobierno autonómico Alberto Fabra Part le llamó para formar parte del Gobierno Valenciano y le encargó una de las carteras con mayor peso: la de Educación, Cultura y Deporte. Además de consejera, fue nombrada portavoz del Consejo de la Generalidad Valenciana en 2014. 
Durante la legislatura 2015-2019 fue diputada autonómica y portavoz adjunta del Grupo Parlamentario Popular, presidiendo además la Comisión de Sanidad en las Cortes Valencianas. Fue durante el desempeño de esa labor cuando Catalá fue condenada por el Tribunal Superior de Justicia valenciano por opacidad en el ejercicio de su gestión.
En enero de 2019 fue nombrada candidata a la alcaldía de Valencia por el Partido Popular, y tras las elecciones del 26 de mayo de 2019, en las que el Partido Popular con 21,78% de los votos fue el segundo partido más votado por detrás de Compromís con un 27,44%, pasó a formar parte de la Corporación Municipal del Ayuntamiento de Valencia como portavoz del Grupo Municipal Popular.
Además, es diputada autonómica en las Cortes Valencianas. Fue portavoz en la Comisión de Reglamento y de la Comisión de Estatuto de los Diputados y síndica (portavoz) del Grupo Popular en las Cortes Valencianas entre 2021 y 2023. 
También fue vicesecretaria de Política Social del Partido Popular de la Comunidad Valenciana, y miembro de Comité de Derechos y Garantías del Partido Popular. En julio de 2021, tras el XV Congreso del Partido Popular de la Comunidad Valenciana, asumió el cargo de secretaria general tras la elección de Carlos Mazón Guixot como presidente de la organización política. Ocupó la secretaría general hasta 2023, cuando abandonó el puesto para centrarse en la alcaldía de Valencia, siendo sustituida por Juan Francisco Pérez Llorca. 
En el XIII Congreso del Partido Popular de la ciudad de Valencia, celebrado el 10 de julio de 2020, fue elegida presidenta con el 98,5 % de los votos, cargo que todavía ostenta.
Tras el nombramiento de Alberto Núñez Feijóo como presidente nacional del Partido Popular, María José Catalá fue designada por el propio presidente como vocal en el Comité Ejecutivo del Partido Popular. En febrero de 2023, Alberto Núñez Feijóo la nombra candidata a la alcaldía de Valencia.

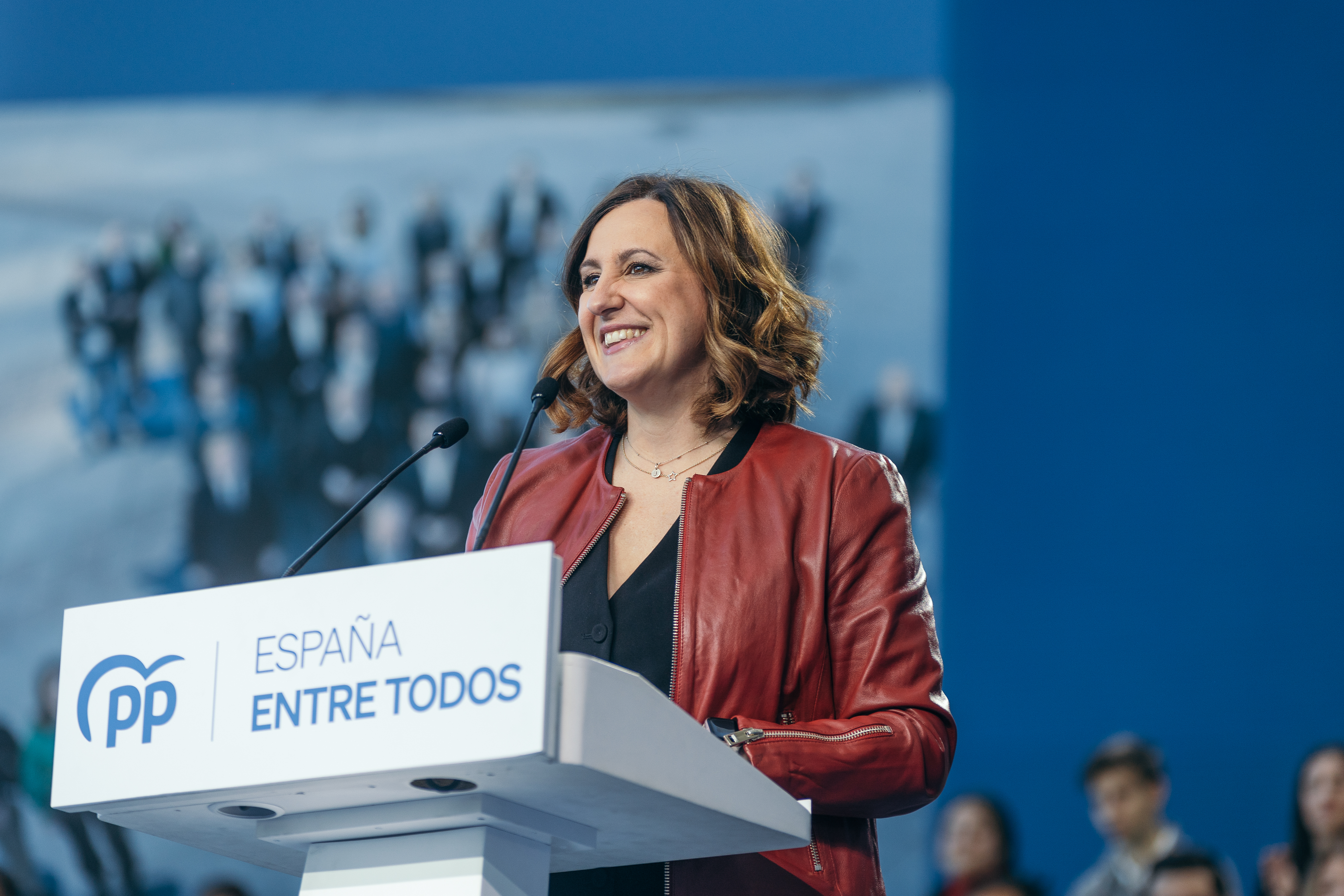
María José Catalá durante su intervención en la XXVI Intermunicipal del Partido Popular en Valencia en 2023

En las elecciones municipales del 28 de mayo de 2023, con la participación más alta de la serie histórica, un 72,01%, el Partido Popular fue la lista más votada en los 19 distritos de la ciudad consiguiendo 151.482 votos el 36,62% de apoyos y 13 concejales, algo que no ocurría desde el año 2011. María José Catalá ganó en 76 barrios de Valencia, incluido El Cabañal, en algunos la lista popular incluso obtenía el 50% de los apoyos frente a las otras candidaturas. Así pues, María José Catalá fue nombrada alcaldesa el 17 de junio en minoría con los únicos 13 votos de su grupo.
Desde septiembre de 2023 también desempeña el cargo de vocal y portavoz de la Federación Española de Municipios y Provincias. 

Investidura de María José Catalá como alcaldesa de Valencia en 2023